# یواس‌اس کالماس (ای‌اوجی-۲۵)
یواس‌اس کالماس (ای‌اوجی-۲۵) (به انگلیسی: USS Calamus (AOG-25)) یک کشتی بود که طول آن 220 ft 6 in بود. این کشتی در سال ۱۹۴۴ ساخته شد.